# 胡平生
胡平生（1945年8月21日—），貴州黎平人，臺灣歷史學家，曾任國立臺灣大學歷史學系教授兼系主任，現為名譽教授。

## 生平
出生於中國大陸，國共內戰中遷抵台灣。獲台灣大學歷史學系碩士、博士學位。台大歷史系教授，於91-93學年度兼任歷史系主任暨研究所所長。另於97-98學年度出任《臺大歷史學報》編輯委員會主編。現已退休，獲聘為臺灣大學名譽教授。

## 研究
為中國近代史學界研究復辟派（張勳復辟等）及民國時期的寧夏省首屈一指之學者。從事民國政治史研究，發表期刊論文十數篇，曾獲行政院國家科學委員會獎勵甲等獎6次，95學年度獲選為臺大文學院優良教師。96學年度第2學期（97年2-6月）應邀至中國大陸四川大學歷史系擔任客座教授。編有研究中國現代史之工具書《中國現代史書籍論文資料舉要》四冊，對從事中國現代史的研究裨益甚大。近年來興趣兼及研究中國影劇、電影、籃球史。
除學術研究為同行所周知，其對籃球的熱情及球技亦令識者印象深刻。

## 作品
- 《僕僕風塵：戰後蔣中正的六次北巡(1945-1948)》，臺北：元華文創股份有限公司，2018。
- 《抗戰前十年間的上海娛樂社會（1927-1937）—以影劇為中心的探索》，臺北：臺灣學生書局，2002。
- 《中國現代史書籍論文資料舉要》1,2,3,4冊，臺北：臺灣學生書局，1999-2005。
- 《復辟運動史料》，臺北：正中書局，1992。
- 《民國時期的寧夏省﹝1929-1949﹞》，臺北：臺灣學生書局，1988。
- 《國民中學歷史教師手冊》1986年試用本，臺北：國立編譯館，1986。
- 《民國初期的復辟派》，臺北：臺灣學生書局，1985。
- 《國民中學歷史教科書：第三冊》臺北：國立編譯館，1984。
- 《中國現代史論文選輯》(與林能士合編)，臺北：華世出版社，1982。
- 《中國現代史論文選輯》(與林能士合編)，臺北：南京出版社，1978。
- 《梁啟超》列為中國歷代思想家第五二冊，臺北：臺灣商務印書館，1978。
- 《梁蔡師生與護國之役》，臺北：臺大文學院，1976。

## 外部連結
- 台灣大學歷史學系 （页面存档备份，存于）